# Moselsteig

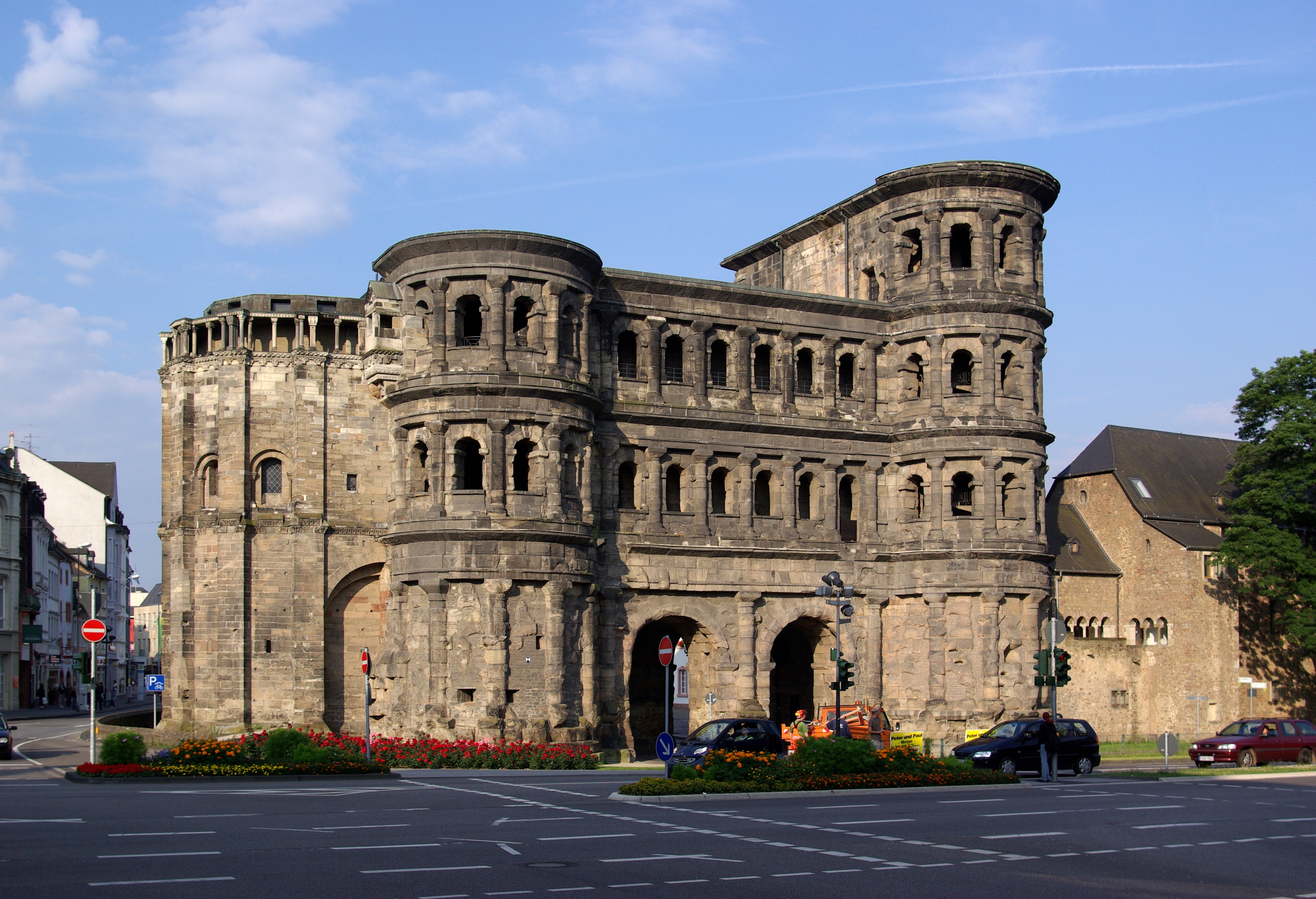
Porta Nigra in Trier

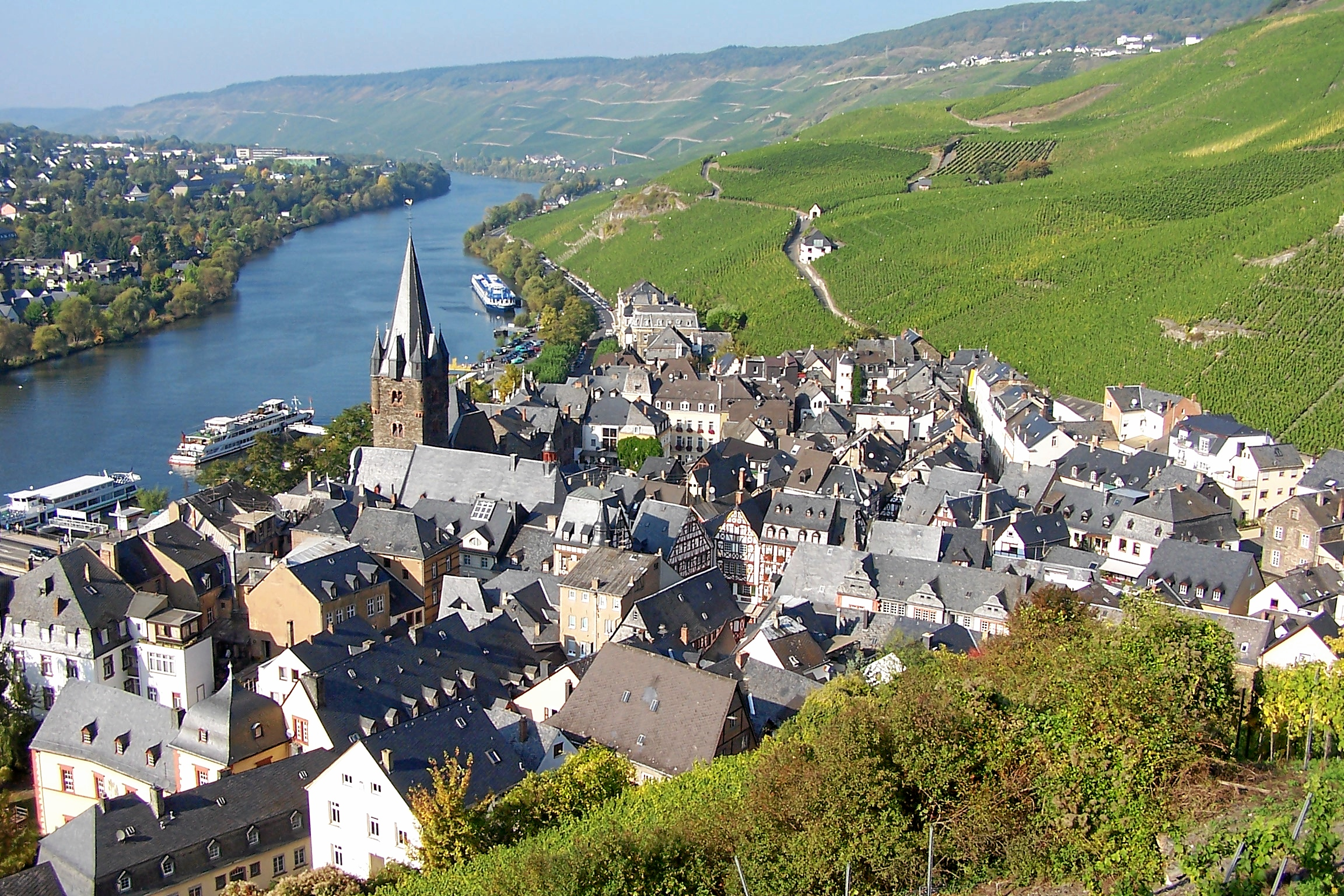
Bernkastel-Kues

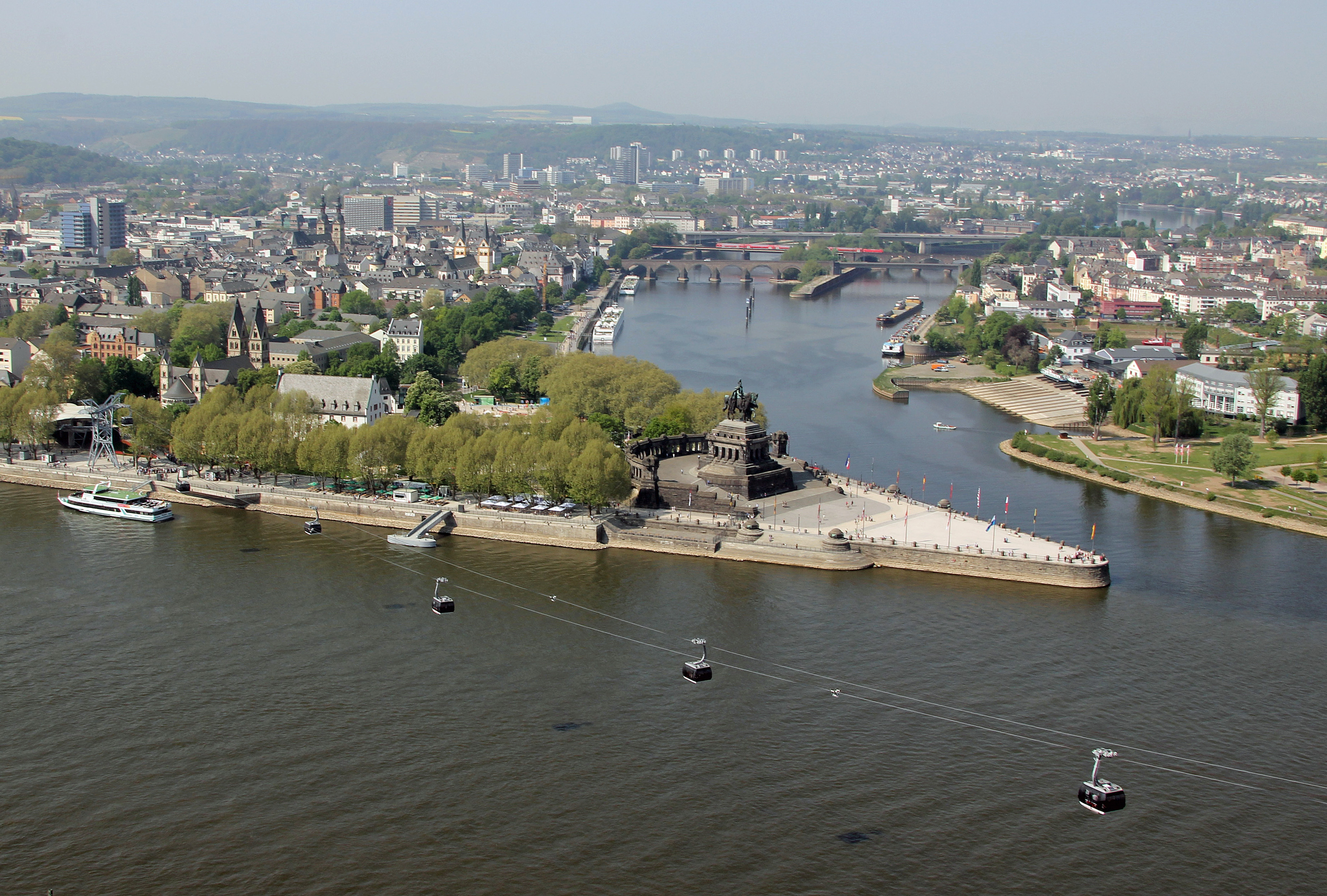
Deutsches Eck in Koblenz

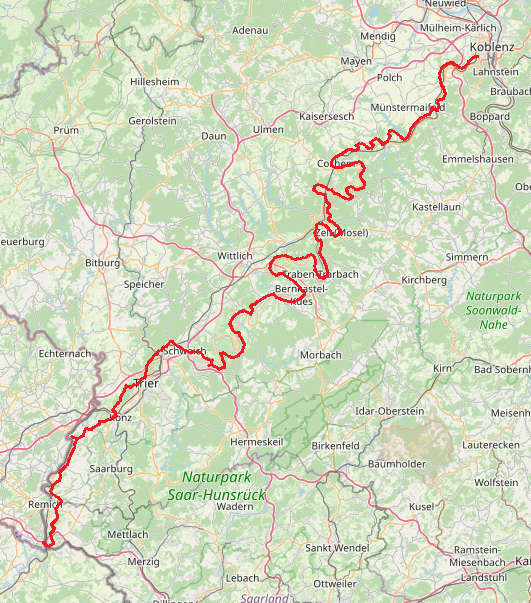
Strecke

Der Moselsteig ist ein 365 Kilometer langer, im April 2014 eröffneter Fernwanderweg an der Mosel in Deutschland.

## Streckenbeschreibung
Er führt von Perl an der Obermosel über Trier, Bernkastel-Kues, Zell (Mosel) und Cochem nach Koblenz am Zusammenfluss von Rhein und Mosel. Am Weg liegen u. a. die Porta Nigra, das Neumagener Weinschiff, die Ruine der Festung Mont Royal, der Bremmer Calmont, die Reichsburg Cochem oder die Burg Eltz.

## Prädikatswanderweg
Der Moselsteig wurde nach den Kriterien des Deutschen Wanderverbandes geplant, das Gütesiegel Qualitätsweg Wanderbares Deutschland hat er im September 2014 erhalten. Bereits vor seiner Eröffnung am 12. April 2014 wurde der Steig mit dem europäischen Wandersiegel Leading Quality Trail – Best of Europe ausgezeichnet.

## Etappen
| Nr. | von                 | bis                 | Länge (km) |
| --- | ------------------- | ------------------- | ---------- |
| 1   | Perl                | Palzem              | 24,0       |
| 2   | Palzem              | Nittel              | 16,5       |
| 3   | Nittel              | Konz                | 22,5       |
| 4   | Konz                | Trier               | 20,0       |
| 5   | Trier               | Schweich            | 19,5       |
| 6   | Schweich            | Mehring             | 13,0       |
| 7   | Mehring             | Leiwen              | 16,5       |
| 8   | Leiwen              | Neumagen-Dhron      | 12,0       |
| 9   | Neumagen-Dhron      | Kesten/Osann-Monzel | 14,5       |
| 10  | Kesten/Osann-Monzel | Bernkastel-Kues     | 15,5       |
| 11  | Bernkastel-Kues     | Ürzig               | 18,5       |
| 12  | Ürzig               | Traben-Trarbach     | 15,0       |
| 13  | Traben-Trarbach     | Reil                | 14,0       |
| 14  | Reil                | Zell (Mosel)        | 12,5       |
| 15  | Zell (Mosel)        | Neef                | 20,0       |
| 16  | Neef                | Ediger-Eller        | 11,0       |
| 17  | Ediger-Eller        | Beilstein           | 18,0       |
| 18  | Beilstein           | Cochem              | 14,0       |
| 19  | Cochem              | Treis-Karden        | 23,5       |
| 20  | Treis-Karden        | Moselkern           | 12,5       |
| 21  | Moselkern           | Löf                 | 13,0       |
| 22  | Löf                 | Kobern-Gondorf      | 14,5       |
| 23  | Kobern-Gondorf      | Winningen           | 14,0       |
| 24  | Winningen           | Koblenz             | 15,0       |

## Moselsteig-Seitensprünge
Rund um den Moselsteig gibt es außerdem 22 Rundwanderwege zwischen vier und 20 Kilometern Länge, die sogenannten Seitensprünge. Sie grenzen entweder unmittelbar an den eigentlichen Steig oder befinden sich in dessen Nähe. Sie sind allesamt nach den Kriterien des Deutschen Wanderverbandes geplant und verlaufen zumeist auf Naturwegen und Pfaden. Weitere Moselsteig-Partnerwege sind in Planung. Auch die in der Moselregion gelegenen Traumpfade verlaufen teilweise in unmittelbarer Nähe des Moselsteigs.

## Trivia
Anlässlich der offiziellen Eröffnung hat ein Fernsehteam des SWR ein Teilstück des Moselsteigs getestet. Konkret wurde die Etappe zwischen Enkirch und Traben-Trarbach (ca. 10 Kilometer) unter die Lupe genommen. Das Fazit der vier Wanderer, die die Strecke vorher nicht kannten: „Es war sehr abwechslungsreich.“ Allerdings „nur für Leute, die gut zu Fuß sind.“ Aber alle wollten wiederkommen und empfehlen den Wanderweg gerne weiter.